# Santa Eugènia
Santa Eugènia är en kommun i Spanien. Den ligger i den autonoma regionen Balearerna i östra delen av landet. Antalet invånare är 1 899 (2024). Santa Eugènia ligger på ön Mallorca.